# Gabriel Wójcik
Gabriel Eugeniusz Wójcik (ur. 1 stycznia 1930 w Wożuczynie, zm. 9 marca 2021) – polski profesor geografii zajmujący się klimatologią regionalną Polski i krajów polarnych oraz glacjologią.

## Życiorys
W 1950 roku ukończył prywatne Liceum Ogólnokształcące OO. Bernardynów w Radecznicy. Następnie podjął studia geograficzne z zakresu klimatologii na Uniwersytecie Łódzkim i Uniwersytecie Wrocławskim, które ukończył w roku 1955. Jedenaście lat później obronił doktorat pt. Ochładzanie bioklimatyczne we Wrocławiu. W roku 1976 habilitował się rozprawą zatytułowaną Wybrane zagadnienia klimatologiczne i glacjologiczne Islandii. W 1997 roku otrzymał tytuł profesora. W 2000 roku przeszedł na emeryturę.
Jest członkiem Polskiej Akademii Nauk, Towarzystwa Naukowego w Toruniu i Polskiego Towarzystwo Geograficznego. Pracował na Uniwersytecie Wrocławskim (1954–1962), Planetarium i Obserwatorium Astronomicznym w Chorzowie (1962–1967) oraz Uniwersytecie Mikołaja Kopernika w Toruniu (1967–2000).
Pełnił funkcje rektora Wyższej Szkoły Gospodarki w Bydgoszczy oraz prorektora UMK (1984–1987). Był także prodziekanem Wydziału Biologii i Nauk o Ziemi i kierownikiem Zakładu Klimatologii.

## Odznaczenia
- Nagroda Ministerstwa Nauki, Szkolnictwa Wyższego i Techniki (1977, 1978)
- Złoty Krzyż Zasługi (1978)
- Medal Komisji Edukacji Narodowej (1988)
- Krzyż Kawalerski Orderu Odrodzenia Polski (1989)